# Fair Play (película)
Fair Play es una película dramática checa de 2014 dirigida por Andrea Sedláčková. Fue seleccionada como la entrada checa a la Mejor película internacional en la 87.ª edición de los Premios Óscar, pero no fue nominada.

## Reparto
- Vlastina Svátková como Enfermera
- Berenika Kohoutová como Anna
- Anna Geislerová como Irena
- Roman Luknár como Bohdan
- Judit Bárdos como Anna
- Eva Josefíková como Marina
- Michaela Pavlátová como Madre de Tomás
- Roman Zach como Kriz

## Producción
La película se rodó en Praga, Bratislava, Vysoké Tatry y en Alemania. Las escenas en Karl-Marx-Stadt (ahora Chemnitz) se filmaron en el actual Chemnitz (Monumento a Karl Marx) y en Dresde (el Heinz-Steyer-Stadion se utilizó como escenario de filmación para el estadio de Karl-Marx-Stadt). Judit Bárdos y Eva Josefíková realizaron un entrenamiento deportivo durante seis meses antes del rodaje para poder representar las escenas de carrera de forma realista. Sin embargo, en determinadas escenas los dobles sustituyeron a los actores principales.
La canción principal fue grabada por Miro Žbirka en los Abbey Road Studios de Londres.